# Ilha Ghizo
A ilha Ghizo é uma ilha das ilhas da Nova Geórgia, nas Ilhas Salomão. Nesta ilha fica Gizo, a capital da Província Ocidental. Situa-se a oeste da Nova Geórgia e Kolombangara. 
Ghizo é relativamente pequena quando comparada com as ilhas próximas, pois tem 11 km de comprimento por 5 km de largura, com altitude máxima de 180m (Maringe Hill).